# Courcebœufs
Courcebœufs – miejscowość i gmina we Francji, w regionie Kraj Loary, w departamencie Sarthe.
Według danych na rok 1990 gminę zamieszkiwało 390 osób, a gęstość zaludnienia wynosiła 23 osób/km² (wśród 1504 gmin Kraju Loary Courcebœufs plasuje się na 916. miejscu pod względem liczby ludności, natomiast pod względem powierzchni na miejscu 692.).